# لانه‌کن
لانه‌کَن یا تروگون (Trogon) نوعی پرنده از خانواده لانه‌کنان و راسته لانه‌کن‌سانان است. این پرنده‌ها لانه‌های خود را به صورت سوراخ‌هایی در تنه درختان و چوب‌ها می‌کنند و این کار را با جویدن چوب انجام می‌دهند.
لانه‌کن‌ها تنها جانورانی هستند که در آن‌ها ناجورانگشتی دیده می‌شوند.
ناجوراَنگشتی بدین معنی است که انگشتان سوم و چهارم رو به جلو و انگشتان یکم و دوم رو به عقب باشند.
لانه‌کن‌ها در جنگل‌های گرمسیری زندگی می‌کنند و بزرگ‌ترین تنوع آن‌ها در آمریکای مرکزی و جنوبی است.
خوراک آن‌ها حشرات و میوه‌ها هستند و این شیوه تغذیه و درخت‌زی بودن آن‌ها را می‌توان در منقار پهن و پاهای کوچک آن‌ها بازشناخت.
لانه‌کن‌ها با وجود این‌که پروازی سریع دارند ولی تمایلی به پرواز در مسافت‌های زیاد ندارند و به‌طور کل پرنده‌های مهاجرتی نیستند.
پر تروگون‌ها نرم و اغلب رنگارنگ است و پرهای نر و ماده با هم تفاوت‌هایی دارد. آن‌ها در حفره‌هایی که در درختان می‌کنند یا حفره‌های موریانه‌ها لانه می‌گزینند و ۲ تا ۴ تخم با رنگ‌های روشن می‌گذارند.
|  | \| \| لانه‌کن‌های گیرنده \| \| \| \| \| \| دلپذیرپوست‌ها \| \| \| \| |
|  |                                                                   |
|  | لانه‌کن‌های اصلی                                                    |
|  |                                                                   |
|  | لانه‌کن‌های گیرنده                                                  |
|  |                                                                   |
|  | دلپذیرپوست‌ها                                                      |
|  |                                                                   |

|  | لانه‌کن‌های گیرنده |
|  |                  |
|  | دلپذیرپوست‌ها     |
|  |                  |

|  | \| \| لانه‌کن‌های گیرنده \| \| \| \| \| \| دلپذیرپوست‌ها \| \| \| \| |
|  |                                                                   |
|  | لانه‌کن‌های اصلی                                                    |
|  |                                                                   |
|  | لانه‌کن‌های گیرنده                                                  |
|  |                                                                   |
|  | دلپذیرپوست‌ها                                                      |
|  |                                                                   |

|  | لانه‌کن‌های گیرنده |
|  |                  |
|  | دلپذیرپوست‌ها     |
|  |                  |

|  | گوش‌بزرگ‌ها  |
|  |            |
|  | درازدامن‌ها |
|  |            |

|  | \| \| لانه‌کن‌های گیرنده \| \| \| \| \| \| دلپذیرپوست‌ها \| \| \| \| |
|  |                                                                   |
|  | لانه‌کن‌های اصلی                                                    |
|  |                                                                   |
|  | لانه‌کن‌های گیرنده                                                  |
|  |                                                                   |
|  | دلپذیرپوست‌ها                                                      |
|  |                                                                   |

|  | لانه‌کن‌های گیرنده |
|  |                  |
|  | دلپذیرپوست‌ها     |
|  |                  |

|  | \| \| لانه‌کن‌های گیرنده \| \| \| \| \| \| دلپذیرپوست‌ها \| \| \| \| |
|  |                                                                   |
|  | لانه‌کن‌های اصلی                                                    |
|  |                                                                   |
|  | لانه‌کن‌های گیرنده                                                  |
|  |                                                                   |
|  | دلپذیرپوست‌ها                                                      |
|  |                                                                   |

|  | لانه‌کن‌های گیرنده |
|  |                  |
|  | دلپذیرپوست‌ها     |
|  |                  |

|  | گوش‌بزرگ‌ها  |
|  |            |
|  | درازدامن‌ها |
|  |            |

## فهرست گونه‌ها
- راستهٔ لانه‌کن‌سانان Trogoniformes
  - خانوادهٔ لانه‌کنان Trogonidae
    - سردهٔ دلپذیرپوست‌ها Apaloderma
      - لانه‌کن نارینا، Apaloderma narina
      - لانه‌کن گونه‌لخت، Apaloderma aequatoriale
      - لانه‌کن دم‌نواری، Apaloderma vittatum

    - سردهٔ لانه‌کن‌های پشت‌سبز Apalharpactes
      - لانه‌کن جاوه‌ای، Apalharpactes reinwardtii
      - لانه‌کن سوماترا Apalharpactes mackloti

    - سردهٔ لانه‌کن‌های گیرنده Harpactes
      - لانه‌کن مالابار، Harpactes fasciatus
      - لانه‌کن سرخ‌قفا، Harpactes kasumba
      - لانه‌کن دیارد، Harpactes diardii
      - لانه‌کن فیلیپین، Harpactes ardens
      - لانه‌کن وایت‌هد، Harpactes whiteheadi
      - لانه‌کن کفل‌دارچینی، Harpactes orrhophaeus
      - لانه‌کن کفل‌سرخ، Harpactes duvaucelii
      - لانه‌کن سرسرخ، Harpactes erythrocephalus
      - لانه‌کن سینه‌نارنجی، Harpactes oreskios
      - لانه‌کن وارد، Harpactes wardi

    - سردهٔ لانه‌کن‌های کارائیبی Priotelus
      - لانه‌کن کوبایی، Priotelus temnurus
      - لانه‌کن هیسپانیولا، Priotelus roseigaster

    - سردهٔ لانه‌کن‌های اصلی Trogon
      - لانه‌کن سرسیاه، Trogon melanocephalus
      - لانه‌کن لیمویی، Trogon citreolus
      - لانه‌کن پشت‌سبز، Trogon viridis
      - لانه‌کن دم‌سفید، Trogon chionurus
      - لانه‌کن بیرد، Trogon bairdii
      - لانه‌کن گینه، Trogon violaceus
      - لانه‌کن آمازون، Trogon ramonianus
      - لانه‌کن کش‌جورابی، Trogon caligatus
      - لانه‌کن کوهی، Trogon mexicanus
      - لانه‌کن چشم‌سفید، Trogon comptus
      - لانه‌کن طوقی، Trogon collaris
      - لانه‌کن دلربا، Trogon elegans
      - لانه‌کن دم‌مسی، Trogon ambiguus
      - لانه‌کن شکم‌نارنجی، Trogon aurantiiventris
      - لانه‌کن نقاب‌دار، Trogon personatus
      - لانه‌کن گلوسیاه، Trogon rufus
      - لانه‌کن سوروکوآ، Trogon surrucura
      - لانه‌کن سوروکوآی شمالی، Trogon aurantius
      - لانه‌کن کاکل‌آبی، Trogon curucui
      - لانه‌کن دم‌سیاه، Trogon melanurus
      - لانه‌کن اکوادوری، Trogon mesurus
      - لانه‌کن دم‌توسی، Trogon massena
      - لانه‌کن دم‌توری، Trogon clathratus

    - سردهٔ گوش‌بزرگ‌ها Euptilotis
      - درازدامن گوش بزرگ، Euptilotis neoxenus

    - سردهٔ درازدامن‌ها Pharomachrus
      - درازدامن درخشان، Pharomachrus mocinno
      - درازدامن کاکلی، Pharomachrus antisianus
      - درازدامن نوک‌سفید، Pharomachrus fulgidus
      - درازدامن سرطلایی، Pharomachrus auriceps
      - درازدامن پاونی، Pharomachrus pavoninus